# Телевізійна випробувальна таблиця

Тестова таблиця Philips PM5544

Телевізійна випробувальна таблиця (тест-таблиця) — спеціальне зображення, що відтворюється на екрані кінескопа для налаштування та оцінки якості зображення телевізійної апаратури, а також всеможливих дисплеїв (у тому числі комп'ютерних моніторів).
Передається телестанціями перед початком і після закінчення мовлення. Являє собою складний кольоровий сигнал, що дозволяє як візуально оцінити якість зображення, так і виміряти характеристики електричних ланцюгів телевізора за допомогою приладів. Раніше використовувалися віддруковані в типографії таблиці, які передавалися з допомогою спеціальних камер (т.зв. моноскопів). Сьогодні зазвичай використовуються генератори стандартних сигналів (для телевізійної апаратури). Для комп'ютерів існують програми і DVD-диски з записом тестових зображень.
Налаштувальні таблиці служать головним чином для візуальної оцінки сигналу на екрані телевізора. Налаштування телевізора за допомогою простого осцилографа за таблицями ускладнена, оскільки таблиця являє собою суміш різних сигналів. Зазвичай при налаштуванні за таблицями застосовують більш складні прилади, наприклад, осцилограф з блоком виділення рядка, що дозволяє виділити з налаштувальної таблиці рядки, в яких передається сигнал кольорових смуг. Частіше ж для налаштування аналогових телевізорів за приладами застосовують простий осцилограф в поєднанні з більш простими тестовими сигналами. 

## Приклади

### Універсальна електронна випробувальна таблиця (УЕВТ)

Призначена для випробування кольорових телевізорів, що працюють у стандарті SECAM з відношенням сторін екрану 4:3. УЕВТ була розроблена кандидатом технічних наук М. Г. Дерюгіним та інженером Державного науково-дослідницького інституту радіо (НДІР) В. О. Мінаєвим. Неофіційна назва «таблиця колірної профілактики» (ТКП).  Дослідні передачі в ефір з Останкінської телевежі (на той час — Загальносоюзна радіотелевізійна передавальна станція ім. 50-річчя Жовтня, ЗРПС) почалися в 1970 році. За їх результатами таблиця була доопрацьована, і з 1971 року другий варіант, УЕВТ-2, передавався в ефір і по лініях зв'язку.  Основні частини:
- Сітчасте поле — фон таблиці. Дозволяє налаштувати зведення променів, а також візуально розбиває таблицю на рядки та стовпці. В центрі великого кола додаткове перехрестя для центрування зображення та для регулювання статичного зведення, а в малих — точка відліку для регулювання динамічного зведення;
- Окантовка таблиці — реперні мітки для встановлення розміру зображення;
- Кола для контролю геометричних спотворень растру. Для перевірки точності регулювання відношення сторін зображення можна виміряти довжини сторін квадрата в центрі;
- Кольорові смуги насиченістю 75% (рядки 6-7) і 100% (рядки 14-15) для контролю кольоропередачі. За наявності осцилографа з виділенням окремих рядків можливе налаштування за ним замість окремого генератора кольорових смуг;
- Сіра шкала (8 рядок) — для налаштування яскравості, контрастності, балансу білого і рівня чорного;
- Контрастні кольорові смуги (9 рядок) для регулювання чіткості колірних переходів;
- Плавний перехід (12 рядок) для перевірки лінійності каналу кольоровості. У деяких реалізаціях тут повний спектр, в інших — перехід від зеленого до пурпурного;
- Вертикальні штрихи на 13-му рядку, а також в малих колах (рядки 3,4,17,18) для оцінки роздільної здатності та динамічного фокусування. Вони утворені пачками синусоїдальних сигналів частотою 2,3,4 і 5МГц, відповідають роздільній здатності в 220, 330, 440 і 550 ліній.
- Похилі смуги в 10-11 рядках для контролю точності черезрядкової розгортки;
- Контрастні мітки в тих же рядках для контролю продовжень, що тягнуться (викликаних несправністю контурів телевізора, а також при підключенні декількох телевізорів за відеовиходом через низькоякісний кабель) і повторень (викликаних невдалою конструкцією або розташуванням антени);
- Чергування чорних і білих квадратів (рядок 16) — для оцінки АЧХ відеотракту по всіх каналах.

### Телевізійна випробувальна таблиця ТВТ-0249

Чорно-біла випробувальна таблиця, розроблена в 1949 році. Існувало два способи передачі ТВТ-0249: зйомка телекамерою з графічного оригіналу або відтворення за допомогою моноскопа. В даний час телеканалами практично не використовується, але іноді її використовують для оцінки роздільної здатності відеокамер.

### Телевізійна випробувальна таблиця ТВТ-0154
Дана таблиця була створена в 1954 році спеціально для розробленої тоді системи експериментального кольорового телебачення з послідовною передачею кольорів. Вона була описана в журналі «Радіо».  

### EIA Resolution Chart
Розроблена у 1956 році і стала свого роду стандартом тестових таблиць.